# Malad City
Malad City és una població dels Estats Units a l'estat d'Idaho. Segons el cens del 2000 tenia 2.158 habitants.

## Demografia
Segons el cens del 2000, Malad City tenia 2.158 habitants, 797 habitatges, i 561 famílies. La densitat de població era de 498,9 habitants/km².
Dels 797 habitatges en un 34,3% hi vivien nens de menys de 18 anys, en un 61,5% hi vivien parelles casades, en un 6,3% dones solteres, i en un 29,5% no eren unitats familiars. En el 27,9% dels habitatges hi vivien persones soles el 16,8% de les quals corresponia a persones de 65 anys o més que vivien soles. El nombre mitjà de persones vivint en cada habitatge era de 2,65 i el nombre mitjà de persones que vivien en cada família era de 3,24.
Per edats la població es repartia de la següent manera: un 29,9% tenia menys de 18 anys, un 7,1% entre 18 i 24, un 22,6% entre 25 i 44, un 20% de 45 a 60 i un 20,4% 65 anys o més.
L'edat mediana era de 38 anys. Per cada 100 dones de 18 o més anys hi havia 92,2 homes.
La renda mediana per habitatge era de 32.235 $ i la renda mediana per família de 38.068 $. Els homes tenien una renda mediana de 29.125 $ mentre que les dones 19.338 $. La renda per capita de la població era de 13.926 $. Aproximadament el 6,2% de les famílies i el 10% de la població estaven per davall del llindar de pobresa.

## Poblacions més properes
El següent diagrama mostra les poblacions més properes.